# Шепітський Гук
Ше́пітський Гук — водоспад в Українських Карпатах (в масиві Покутсько-Буковинські Карпати), геологічна пам'ятка природи місцевого значення. Розташований у межах Косівського району Івано-Франківської області, на південний захід від центральної частини села Шепіт. 
Площа пам'ятки природи — 0,5 га. Перебуває у віданні Шепітської сільської ради. 
Статус надано з метою збереження мальовничого водоспаду на річці Брустурці (притока Пістиньки). Висота водоспаду — 5 м. Має два каскади. Утворився в місці перетину водотоком стійких скельних порід флішового типу. 
Неподалік розташовані водоспади Шепітсько-Брустурський Гук (8 м) і Шепітський Гук Малий (1,5 м). 

## Світлини та відео

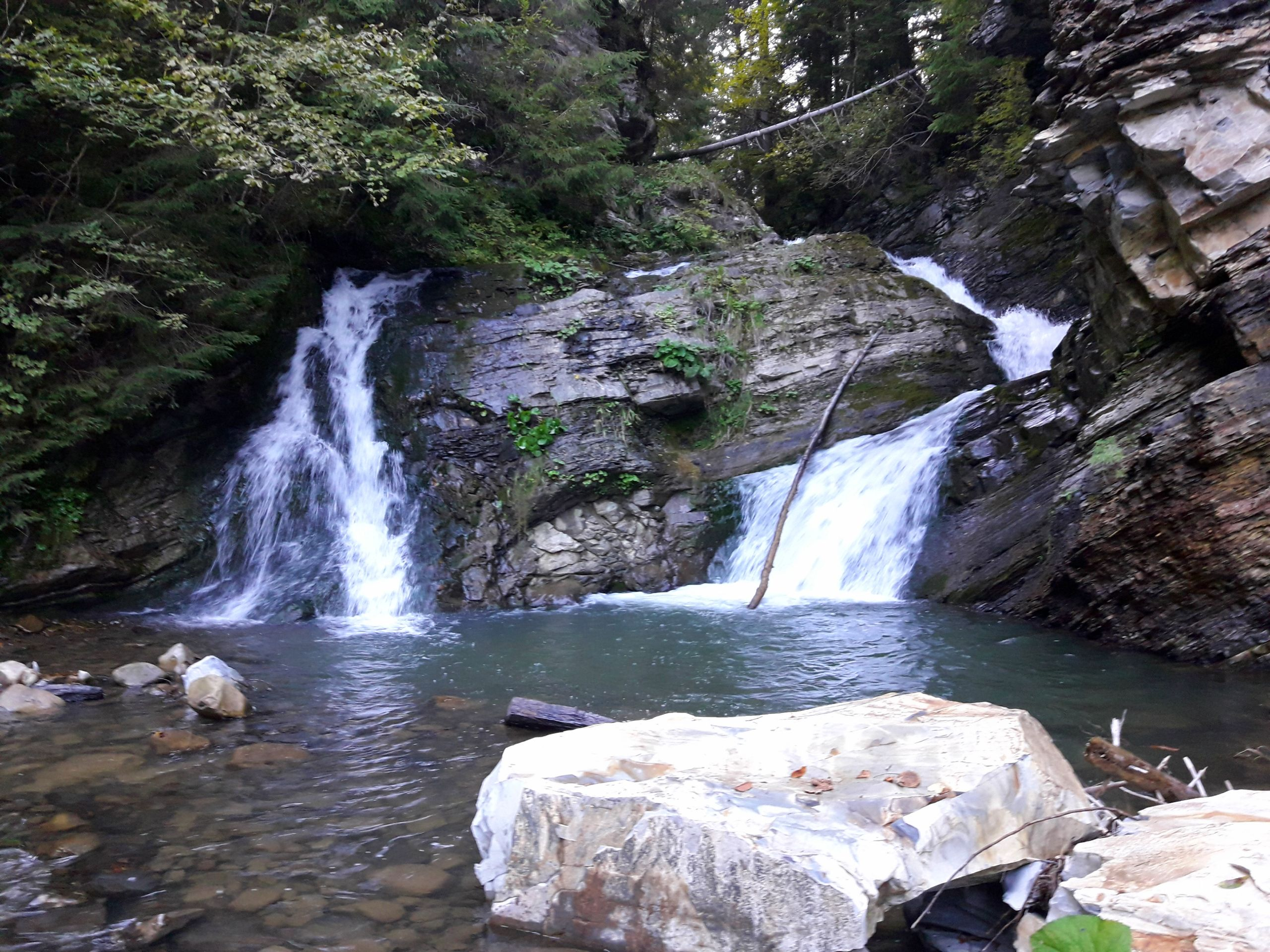
Водоспад восени
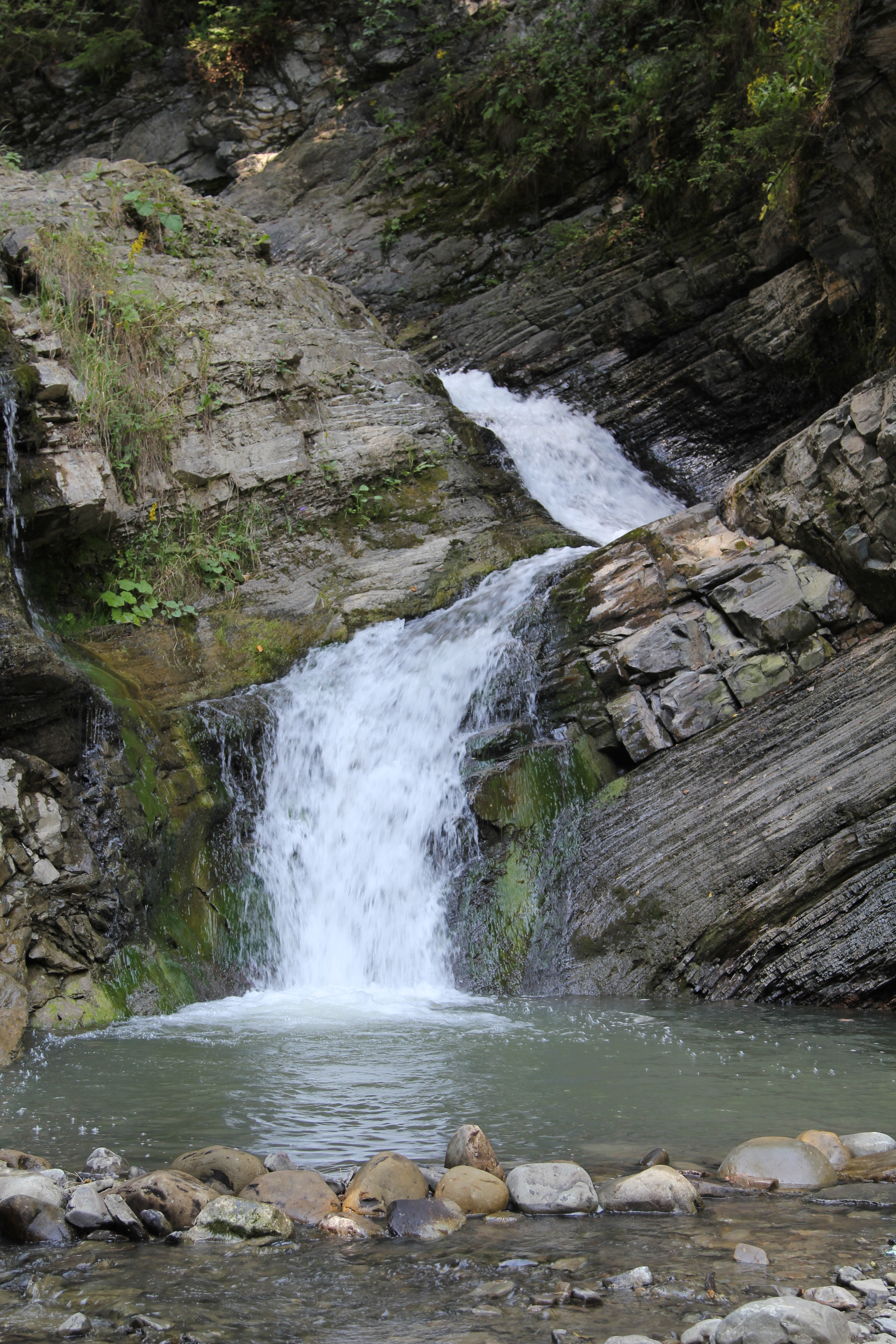
Водоспад влітку
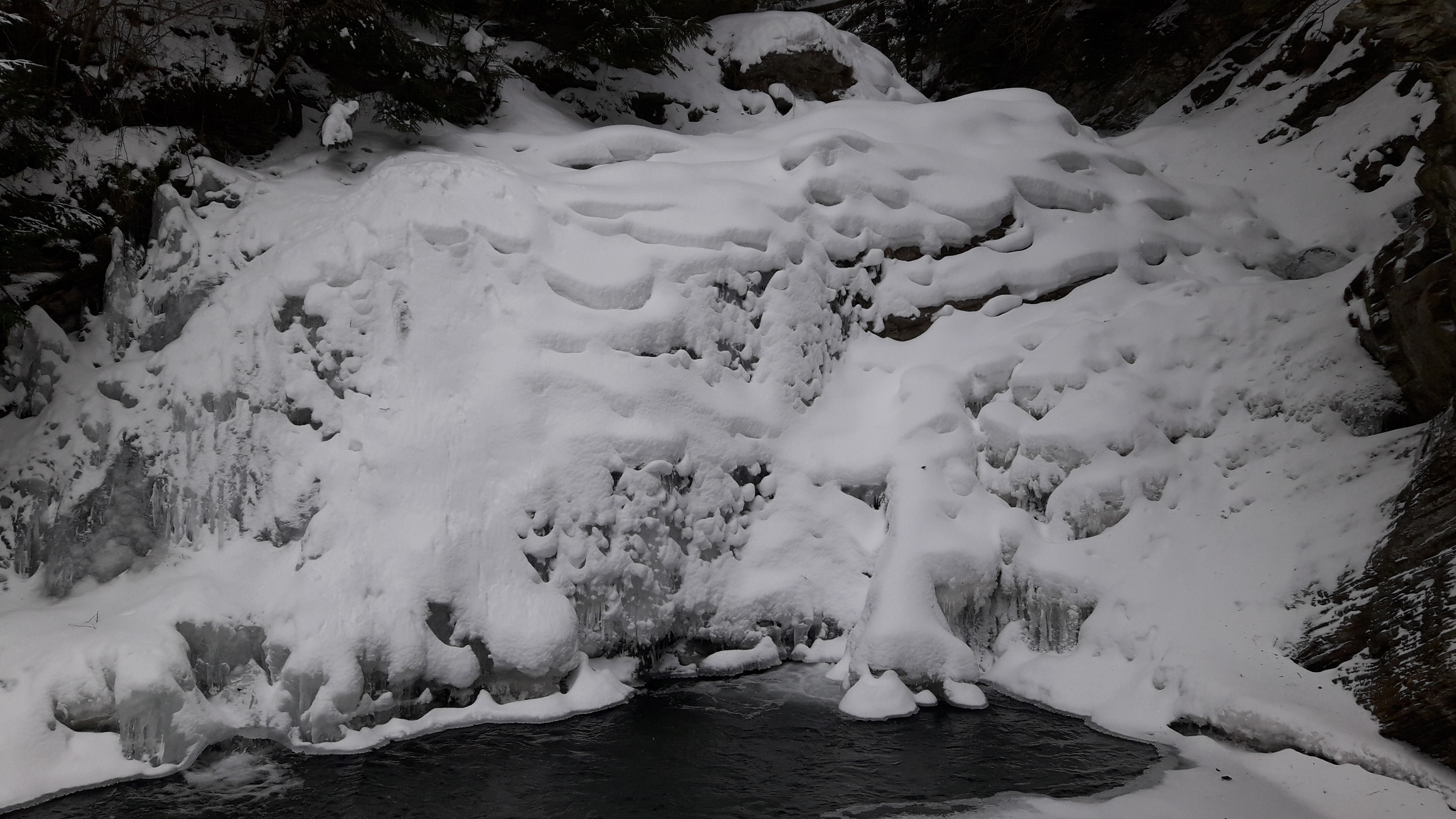
Водоспад взимку
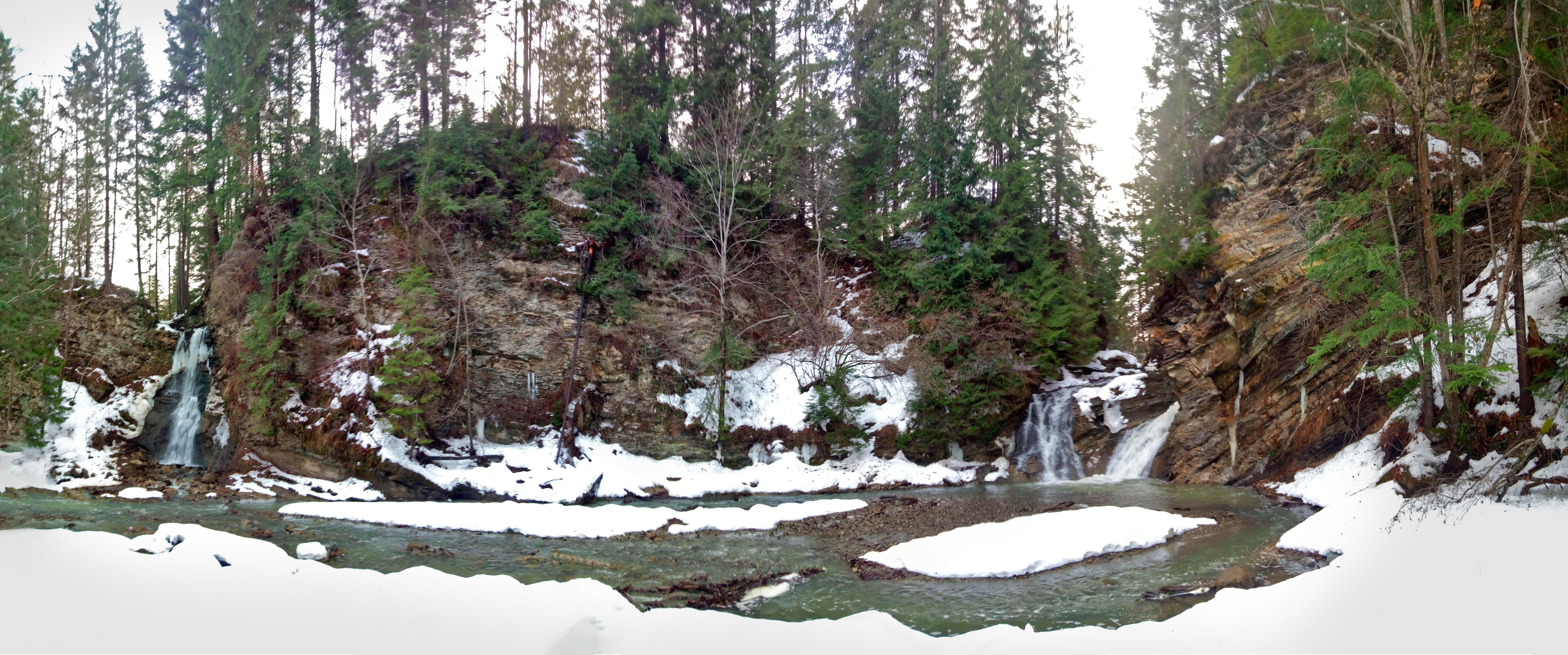
Шепітський і Шепітсько-Брустурський Гуки
- Відео водоспаду